# Филиппов, Леонид Александрович
Леонид Александрович Филиппов (настоящая фамилия — Фридман) (1897—1967) — генерал-майор Советской Армии, участник Гражданской и Великой Отечественной войн.

## Биография
Родился 28 мая 1897 года в Одессе. Окончил шесть классов училища, после чего работал на заводе. В 1918 году Филиппов пошёл на службу в Рабоче-крестьянскую Красную Армию. В 1919 году окончил Одесскую артиллерийскую школу. Участвовал в боях Гражданской войны в составе артиллерийских частей.
После окончания Гражданской войны продолжил службу в Красной Армии. В 1932 году окончил бронетанковые курсы, после чего служил начальником артиллерии танковой бригады, командиром артиллерийского полка, командующим дивизионной и корпусной артиллерией.
В годы Великой Отечественной войны командовал дивизионной артиллерией, а затем был заместителем по артиллерии командира 2-го механизированного корпуса. В боях был ранен и контужен. Особо отличился во время боёв на подступах к городу Новосокольники в декабре 1942 года, когда более чем сутки артиллерия корпуса под командованием Филиппова удерживала оборонительный рубеж протяжённостью более восьми километров. 5 июля 1943 года ему было присвоено звание генерал-майора артиллерии.
После окончания войны продолжал службу в Советской Армии. Занимал должность начальника Саратовского артиллерийского лагеря. В мае 1948 года был уволен в запас.
Проживал в Киеве. Скончался 28 декабря 1967 года, похоронен на Лукьяновском военном кладбище Киева.

Могила Филиппова на Лукьяновском военном кладбище Киева.

Был награждён орденом Ленина, двумя орденами Красного Знамени, двумя орденами Отечественной войны 1-й степени, орденом Красной Звезды и рядом медалей.